# Ellen Ringier
Pour les articles homonymes, voir Ringier.
 (mars 2025).
Motif : Pas sûr du tout qu'elle soit admissible : la nécrologie du Blick, seule source secondaire centrée, est écrite par le directeur de... Ringier. Elle aurait en revanche sa place sur un article consacré à la famille Ringier, cf. https://hls-dhs-dss.ch/fr/articles/020450/2012-01-04/. Nota bene : kleinreport est un site qui relaie les communiqués de presse.
- Archive Wikiwix
- Bing
- Cairn
- DuckDuckGo
- E. Universalis
- Gallica
- Google
- G. Books
- G. News
- G. Scholar
- Persée
- Qwant
- (zh) Baidu
- (ru) Yandex
- (wd) trouver des œuvres sur Wikidata

| 1. | Préciser le motif de la pose du bandeau. | Précisez le motif de la pose du bandeau en utilisant la syntaxe suivante : {{admissibilité à vérifier\|date=mai 2025\|motif=remplacez ce texte par le motif}}                      |
| 2. | Informer les utilisateurs concernés.     | Pensez à avertir le créateur de l'article, par exemple, en insérant le code ci-dessous sur sa page de discussion : {{subst:avertissement admissibilité à vérifier\|Ellen Ringier}} |

Ellen Renée Ringier, née Lüthy le 7 décembre 1951 à Lucerne et morte le 19 mars 2025 à Zurich, est une juriste, philanthrope et éditrice suisse.

## Biographie

### Naissance, origine et études
Ellen Renée Ringier naît le 7 décembre 1951 à Lucerne sous le nom d'Ellen Renée Lüthy. Elle grandit avec deux sœurs dans une famille aisée. Sa mère, une fille de banquier juive, a dû fuir Vienne pour Londres à l'âge de 13 ans pour échapper aux nazis. Son père, catholique, est un grossiste en fourrures de Lucerne et collectionneur d’art. Ses deux parents sont des libéraux classiques aux principes moraux stricts. Ellen Ringier étudie le droit à l'université de Zurich, obtient son doctorat en 1980 et travaille d'abord comme auditrice au tribunal de district.

### Carrière et philanthropie
Elle occupe différentes fonctions au sein de tribunaux, de cabinets d'avocats et des plus grands groupes d'assurance responsabilité civile en Allemagne.
Ses activités philanthropiques s'étendent à de nombreux domaines. Dans le domaine culturel, elle est présidente du musée de l'art concret et constructif et membre du conseil d'administration du théâtre de Zurich. Elle fonde également l'initiative "Rock gegen Hass" (Rock contre la haine) et lutte contre l'antisémitisme et l'intolérance. Ellen Ringier s'engage fortement en faveur de l'éducation, des familles et de la culture. En 2001 elle fonde la Fondation Elternsein et est éditrice du magazine parental Fritz+Fränzi. Elle s'engage dans le conseil de fondation de Pro Juventute et dans la fondation Humanitas, qui s'engage pour l'intégration des personnes handicapées. Elle siège au conseil consultatif des femmes de l'UBS.
Dans toutes les activités qu'elle a menées tout au long de sa vie, elle a été guidée par une devise qui lui venait de son grand-père : « Toute la vie consiste à donner une chance aux autres ».

### Prises de position
À 69 ans, lorsqu'il lui est posé la question « Est-il politiquement correct d'être en faveur des quotas ? », elle répond : « Les femmes devraient être élues pour leurs compétences et non pour leur sexe. Le politiquement correct est horrible. Il tue la spontanéité, l'émotion. Il y a quelque chose de très beau dans la tension entre les sexes, après tout ».

### Mariage et enfants
En 1976 elle épouse Michael Ringier, le patron du groupe de presse qui porte son nom. Avec lui elle a deux filles.

### Prix
Le prix Haviva Reik lui est décerné en mars 2000.
Ellen Ringier reçoit de la Haute école pédagogique de Zurich et de la Fondation Pestalozzianum le prix de la formation 2014 pour son engagement « à la jonction entre l'école et la maison des parents », comme l'explique notamment le jury pour justifier sa décision,.

### Mort
Ellen Ringier meurt le 19 mars 2025 à Zurich, des suites d'une grave maladie, a annoncé Blick. En été 2024, un cancer du pancréas avait été diagnostiqué chez l'éditrice. Ellen Ringier laisse dans le deuil son mari de 75 ans, deux filles dans la trentaine et des petits-enfants.